# وینای پاتاک
وینای پاتاک (به انگلیسی: Vinay Pathak) (زاده ۱۲ ژوئیهٔ ۱۹۶۸) بازیگر هندی است.
از کارهای معروف او می‌توان به بازی در فیلم داسویدانیا، نابینا، به بازی ادامه بده و سریال ساخته‌شده در بهشت اشاره کرد.